# Aileen Wuornosová
Aileen Carol Wuornosová (29. února 1956, Rochester, Michigan – 9. října 2002) byla americká sériová vražedkyně, která v letech 1989–1990 na území Floridy zastřelila sedm mužů. Jako důvod těchto činů uvedla, že ji dotyční znásilnili nebo se ji pokusili znásilnit, a to v době, kdy pracovala jako prostitutka. K jejímu zadržení došlo v roce 1991 a v následném procesu byla shledána vinnou a za šest vražd odsouzena k trestu smrti. Poprava smrtící injekcí proběhla 9. října 2002 ve floridské státní věznici okresu Bradford County.

## Dětství
Narodila se v únoru 1956 jako Aileen Carol Pittman v michiganském Rochesteru. Její matka Diane Wuornosová se vdala 3. června 1954, ve věku patnácti let, za Lea Dale Pittmana. Za necelé dva roky však požádala o rozvod. Aileen Wuornosová měla staršího bratra Keitha Pittmana (nar. v únoru 1955).
Svého otce, který byl v době jejího narození obžalován ze znásilnění a pokusu vraždy sedmileté dívky, nikdy nepoznala. Leo Pittman byl diagnostikován jako schizofrenická osobnost a odsouzen za pohlavní zneužívání. V roce 1969 se oběsil ve vězení. Matka rodinu opustila v lednu 1960 a potomky ponechala v péči u svých rodičů Lauriho a Britty Wuornosových, kteří je osvojili legální cestou 18. března 1960.
Jako jedenáctiletá se ve škole zapletla do sexuálních aktivit výměnou za cigarety, drogy a potraviny. Sexuální činnost provozovala také s bratrem. Později uvedla, že ji děd alkoholik v dětství sexuálně zneužíval a fyzicky napadal. V roce 1970, ve věku čtrnácti let, otěhotněla poté, co ji znásilnil dědův přítel. Porodila doma jako svobodná matka a novorozenec byl poskytnut k adopci. Několik měsíců po porodu opustila školu a babička v této době zemřela na jaterní selhání. V patnácti letech musela odejít z dědova domu a na živobytí si začala vydělávat prostitucí. Žila v přilehlých lesích.

### Rané kriminální období
27. května 1974 došlo v coloradském okrese Jefferson County k jejímu prvnímu uvěznění. Jako důvody byly shledány řízení pod vlivem, výtržnictví a střelba z jedoucího vozidla. Později přibylo obvinění z nedostavení se k soudu.
Roku 1976 autostopem přicestovala na Floridu, kde se seznámila s šedesátidevítiletým prezidentem jachtařského klubu Lewisem Gratzem Fellem, za kterého se stejný rok provdala. Za napadení v místním baru však byla opět uvězněna. Následně zbila manžela jeho holí, což mělo za následek podání dalšího obvinění. Po návratu do Michiganu byla 14. července 1976 v okrese Antrim County zadržena a uvězněna za porušování pořádku, když házela kulečníkové koule barmanovi na hlavu. 17. července téhož roku zemřel bratr Keith na karcinom jícnu, což pro ni znamenalo zisk deseti tisíc dolarů z jeho životní pojistky. 21. července, po devíti týdnech společného života s Fellem, bylo manželství anulováno.
20. května 1981 došlo ve floridském Edgewateru k dalšímu uvěznění za ozbrojenou loupež v obchodě, v němž odcizila 35 dolarů a dvě krabičky cigaret. 1. května 1984 byla zadržena za pokus zpeněžit padělané šeky v bance města Key West. 30. listopadu 1985 se její jméno citovalo v souvislosti s podezřením z krádeže revolveru a střeliva v Pasco County.
4. ledna 1986 došlo v Miami k jejímu vzetí do vazby a obvinění z loupeže automobilu, kladení odporu při zatýkání a obstrukce při zjišťování totožnosti, když se identifikovala pod jménem své tety. Policie v kradeném autě nalezla revolver ráže .38 a bednu munice.
V létě 1986 poznala v daytonském lesbickém baru hotelovou pokojskou Tyriu Mooreovou. Následně spolu navázaly vztah a cestovaly. Wuornosová získávala finanční prostředky prostitucí. 4. července 1987 v baru na Daytona Beach pak policie obě zadržela za údajné napadení jistého člověka pomocí pivních lahví.

## Vraždy
Seznam uvádí věk, datum úmrtí a další informace osob, které Wuornosová zavraždila.
- Richard Mallory,[3] 51 let, zavražděný 30. listopadu 1989, byl majitel obchodu s elektronikou ve floridském Clearwateru. Jednalo se o první oběť, která však sama byla dříve odsouzena za znásilnění. Wuornosová tvrdila, že Malloryho musela zastřelit v sebeobraně. Dva dny po činu zajistil zástupce šerifa opuštěný vůz oběti a 13. prosince se nalezlo tělo v zalesněné krajině několik mil od automobilu. Neslo známky několika střelných zranění. Za příčinu smrti byly označeny dvě kulky, které zasáhly levou plíci.
- David Spears,[3] 43 let, byl stavební dělník ve floridském Winter Garden. 1. června 1990 bylo nalezeno jeho nahé tělo se šesti střelnými zraněními u dálnice č. 19 v okrese Citrus County.
- Charles Carskaddon,[3] 40 let, zavražděný 31. května 1990, byl zaměstnanec rodea na částečný úvazek. 6. června 1990 došlo k nálezu těla v okrese Pasco County. Byl devětkrát střelen ze zbraně malého kalibru.
- Peter Siems,[3] 65 let, byl zavražděn v červnu 1990 na cestě z floridského Jupiteru do New Jersey. 4. června 1990 došlo k objevení jeho vozu v Orange Springs. Mooreová a Wuornosová byly předtím spatřeny při vystupování z auta. Na klice vnitřní strany dveří byl sejmut otisk dlaně Wuornosové.
- Troy Burress,[3] 50 let, byl obchodník s masem a uzeninou z města Oscala. Od 31. července 1990 byl pohřešován. 4. srpna 1990 došlo k nálezu jeho těla se dvěma střelnými zraněními v zalesněné krajině u státní silnice č. 19 okresu Marion County.
- Charles „Dick“ Humphreys,[3] 56 let, zavražděný 11. září 1990, byl major amerických vzdušných sil ve výslužbě, bývalý státní vyšetřovatel v oblasti zneužívání dětí a také policejní šéf. 12. září 1990 bylo jeho oblečené tělo nalezeno v okrese Marion County. Neslo stopy šesti střelných zranění v oblasti hlavy a trupu. Vůz byl zajištěn v okrese Suwannee County.
- Walter Jeno Antonio,[3] 62 let, byl policejní záložník, zavražděný 19. listopadu 1990. Téměř nahé tělo bylo objeveno nedaleko odlehlé lesní cesty v okrese Dixie County. Identifikace prokázala čtyři střelná zranění. Za dalších pět dnů došlo v okrese Brevard County k nálezu jeho vozu.

## Zatčení a trestní řízení
4. července 1990 Wuornosová s Mooreovou havarovaly s ukradeným vozidlem Siemse. Při jeho opuštění byly zpozorovány svědky, s jejichž pomocí následně policie vytvořila portréty hledaných. Na klice dveří byla také zajištěna daktyloskopická stopa dlaně. Wuornosová měla již z dřívější trestné činnosti na Floridě policejní záznam i s otisky prstů.
9. ledna 1991 došlo k zatčení Wuornosové v motorkářském baru v The Last Resort, okresu Volusia County. Mooreová byla zajištěna následujícího dne ve Scrantonu. Souhlasila s pomocí získat doznání od přítelkyně výměnou za svou imunitu. Vrátila se proto s policií na Floridu, kde byla držena v motelu. Pod policejním vedením uskutečnila telefonický hovor do věznice, v níž žádala Wuornosovou o pomoc k očištění svého jména. O tři dny později, 16. ledna 1991, se obviněná přiznala k vraždám. Zdůvodnila je jako akt sebeobrany, když se ji muži pokusili znásilnit.
27. ledna 1992 byla odsouzena za vraždu Richarda Malloryho s pomocí svědectví Mooreové. Psychiatrická vyšetření ji klasifikovala jako duševně nestabilní s hraniční poruchou osobnosti. Čtyři dny poté byl vynesen rozsudek – trest smrti.
31. března 1992 využila práva obhajoby nolo contendere a u vražd Dicka Humphreyse, Troye Burresse a Davida Spearse sdělila, že chtěla „konat s Bohem“. Rozsudek jí udělil další tři tresty smrti.
V červnu 1992 byla shledána vinnou z vraždy Charlese Carskaddona a v listopadu téhož roku došlo k vynesení pátého rozsudku smrti.
V únoru 1993 byla usvědčena z vraždy Waltera Jeno Antonia a odsouzena k šestému trestu smrti. Obvinění vůči ní ovšem nebylo vzneseno v případu Petera Siemse, jehož tělo se nikdy nenašlo.
Během natáčení rozhovoru s filmařem Nickem Broomfieldem ve chvíli, kdy se domnívala, že je kamera vypnuta, prohlásila, že se z její strany skutečně jednalo o sebeobranu. V cele smrti – v níž prožila uplynulých dvanáct let, dále nemůže vydržet a chce zemřít.

## Poprava
Poté, co v letech 1996 a 2001 její žádosti zamítl Nejvyšší soud a nedošlo ani ke zmírnění trestu ze strany floridského guvernéra Jeba Bushe, byla 9. října 2002 přepravena do komory smrti ve floridské státní věznici okresu Bradford County. Poslední jídlo odmítla a namísto toho vypila šálek kávy. Zemřela po aplikaci smrtící injekce v 9.47 hod EDT. Stala se tak desátou americkou ženou, na které byl vykonán trest smrti od zrušení jeho zákazu Nejvyšším soudem v roce 1976 a druhou popravenou na Floridě.
Po kremaci těla byla urna s popelem předána Dawn Botkinsové, přítelkyni z mládí, která ji odvezla do Michiganu a popel rozprášila pod stromem.

## Odraz v kultuře

### Dokumenty
Filmař Nick Broomfield o ní natočil dva dokumentární filmy:
- Aileen Wuornos: The Selling of a Serial Killer (1994)[22]
- Aileen: Life and Death of a Serial Killer (2003)[19]

Wuornosová byla předmětem dílu televizního dokumentárního seriálu Biography.
Objevila se také jako postava v epizodě „Predators“ třídílného seriálu Deadly Women.

### Film a televize
O jejím příběhu byl v roce 2003 natočen film Zrůda, v němž ji ztvárnila Charlize Theronová a přítelkyni pak hrála Christina Ricci. Theronové přinesl herecký výkon řadu ocenění, včetně Oscara pro nejlepší herečku v hlavní roli a Zlatý glóbus V televizním filmu Overkill: The Aileen Wuornos Story (1992) ji představovala herečka Jean Smartová. V páté řadě American Horror Story ji v díle týkajícím se halloweenské party sériových vrahů ztvárnila herečka Lily Rabe.

### Opera
- Operní zpracování jejího životního příběhu mělo premiéru 22. června 2001 v sanfranciském centru Yerba Buena Center for the Arts. Opera s názvem Wuornos byla zkomponována skladatelkou a libretistkou Carlou Lucerovou. Dirigentkou orchestru se stala Mary Chunová.[25]

### Hudba
- Norská aggrotech kapela Combichrist jmenuje ve své písni „God Bless“ (česky „Bůh žehnej“) celou řadu sériových vrahů a teroristů, mezi nimi je i Aileen Carol Wuornosová.[26]
- V dubnu roku 2025 rocková skupina, zhudebňující kriminální případy, SKYND, zhudebnila příběh písní Aileen Wuornos.